# Paroisse de Saint James
Pour les articles homonymes, voir James.
Saint James est une des 14 paroisses de la Jamaïque. Elle est située au nord-ouest de la Jamaïque, dans le comté de Cornwall. Son chef-lieu est Montego Bay.

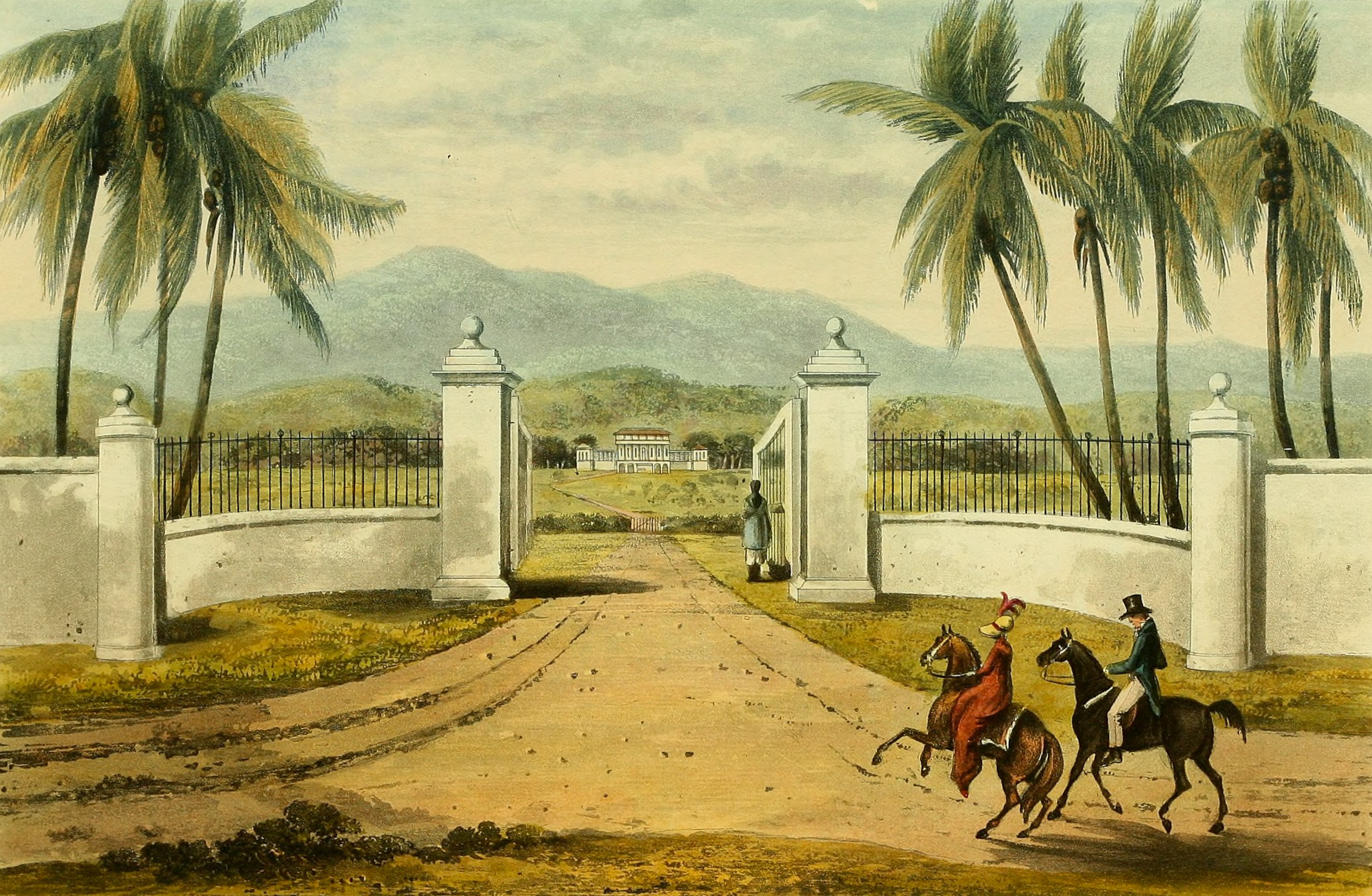
Plantation de la salle des roses 1821